# Microneta varia
Microneta varia är en spindelart som beskrevs av Simon 1897. Microneta varia ingår i släktet Microneta och familjen täckvävarspindlar. Inga underarter finns listade i Catalogue of Life.